# Huis te Spijk (Hofgeest)

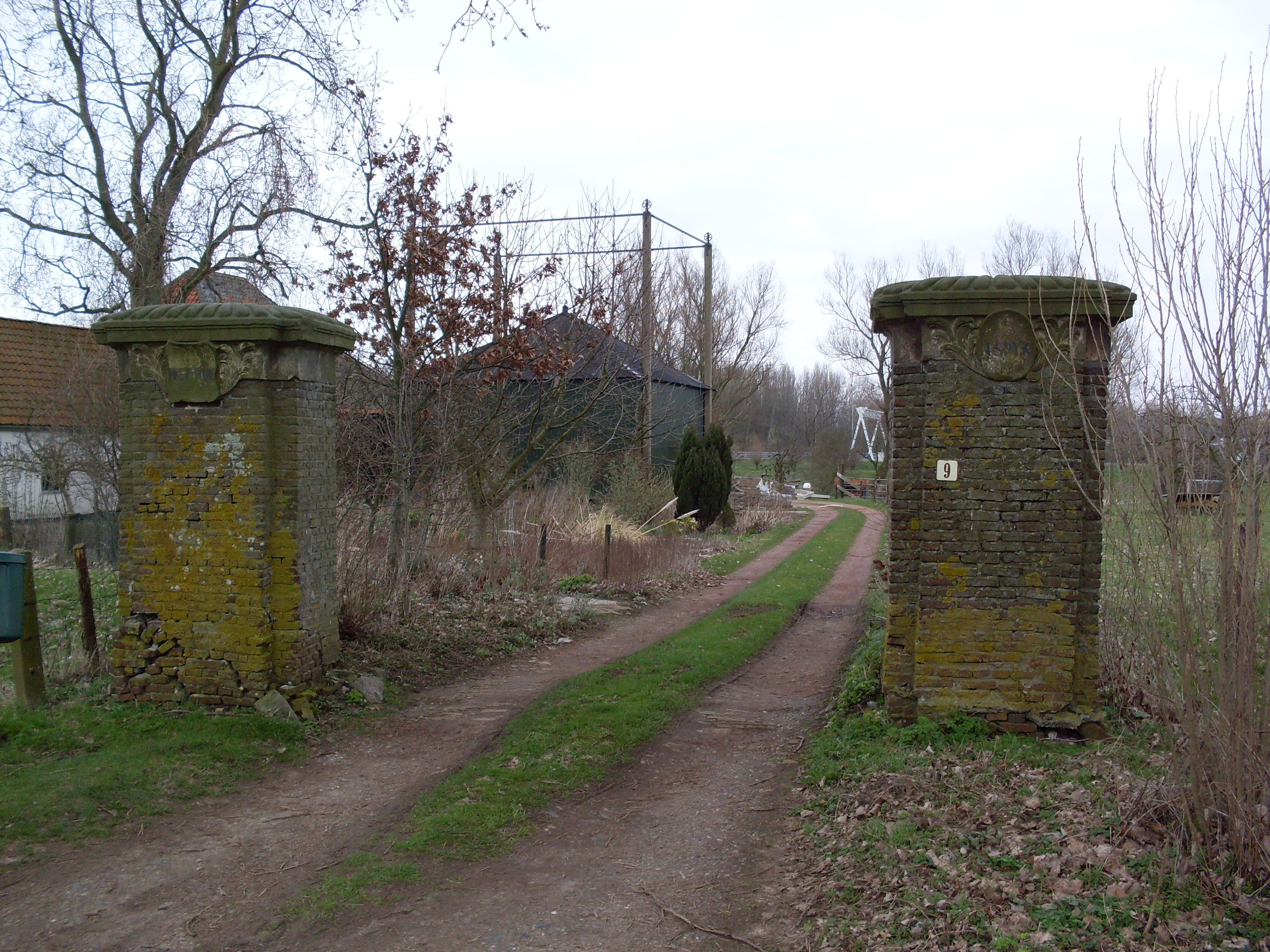
De overgebleven rijksmonumentale toegangspoort naar Huis te Spijk anno 2008

Het Huis te Spijk is een voormalig kasteel en buitenplaats bij de buurtschap Hofgeest in Velserbroek in de Nederlandse gemeente Velsen. Het is in 1834 afgebroken. Restanten van het landgoed zijn sinds 17 oktober 1973 een rijksmonument. De weg ‘t Spijk herinnert aan dit kasteel en de buitenplaats. Deze weg loopt iets noordwestelijker onder de A9 door.

## Geschiedenis
Het landgoed werd omstreeks 1230 in gebruik genomen. Het is zeker dat de Hofstede Endelgeest het latere Huis te Spijk is. De eerste bij naam bekende eigenaar is Jan Raet uit Haarlem, genoemd in 1553.
Een 17e-eeuwse eigenaar was Agnes Hulft. Zij liet een nieuwe toegangsweg aanleggen die in een rechte lijn naar het herenhuis liep. Deze verving een gedeelte van de Hofgeesterbuer- of Kerckwegh en creëerde een zichtas die aan weerszijden beplant was met elzen, die nog steeds aanwezig zijn. De buitenplaats werd In 1700 door de erven van Agnes Hulft verkocht aan Jan van der Poll, die burgemeester was van Amsterdam en tot het regentengeslacht Van de Poll behoorde.

## Afbraak en daarna
Sinds het afbreken van de buitenplaats in 1834 resteren enkel de hekpijlers, het grachttenrestant en landschapselementen zoals de verhoogde ligging. In 1837 verrees er op het terrein van de buitenplaats een gelijknamige boerderij, die een Velsens gemeentelijk monument is geworden. Deze staat op Hofgeesterweg 9 en de oprit ligt in het verlengde van die weg, bij de kruising met de Oostlaan. 
De hekpijlers zijn in 2013 gerestaureerd en er is overwogen de familiewapens in de oorspronkelijke kleuren terug te brengen. Anno 2021 wachtte men daarvoor aanvullend historisch onderzoek af.